# Joseph Musch
Joseph B. Musch (Sint-Gillis-Waas, 12 d'octubre de 1893 - 25 de setembre de 1971) fou un futbolista belga de començaments del segle xx.
El 1920 va prendre part en els Jocs Olímpics d'Anvers, on guanyà la medalla d'or en la competició de futbol. Pel que fa a clubs, defensà els colors del Royale Union Saint-Gilloise entre 1909 i 1928, tret del parèntesi obligat de la Primera Guerra Mundial i amb qui guanyà la lliga belga de futbol el 1910, 1913 i 1923. El 1913 i 1914 guanyà la Copa belga de futbol. Amb la selecció nacional jugà 24 partits, amb qui marcà 3 gols.